# Pleistoanax
Sauf précision contraire, les dates de cet article sont sous-entendues « avant l'ère commune », c'est-à-dire « avant Jésus-Christ ».
Pleistoanax (en grec ancien Πλειστοάναξ) fut roi de Sparte de 455 à 445, puis de 426 à 409.
Il est le fils de Pausanias, le vainqueur de la bataille de Platées, et est membre de la famille des Agiades. Il envahit l'Attique en 446 mais est accusé d'avoir reçu de l'argent pour se retirer et en 445, il est exilé. Il retrouve le trône 19 ans plus tard, en 426. Il conclut avec Athènes en 421 la paix de Nicias. Il meurt en 409 et son fils Pausanias Ier lui succède. Il règne conjointement avec Archidamos II de 455 à 445 puis avec Agis II de 426 à 409 de la famille des Eurypontides.